# Cotylotropis hystrix
Cotylotropis hystrix är en mångfotingart som beskrevs av Carl 1926. Cotylotropis hystrix ingår i släktet Cotylotropis, ordningen banddubbelfotingar, klassen dubbelfotingar, fylumet leddjur och riket djur. Inga underarter finns listade i Catalogue of Life.